# Румянцево
Румянцево е село в Северна България. То се намира в община Луковит, област Ловеч, в полите на Предбалкана и на двата бряга на река Златна Панега.

## География
В миналото селото се е наричало Блъсничево. Преименувано е в чест на Сергей Румянцев, поет, журналист, близък до БЗНС, убит през Априлските събития в България (1925).

## История
Селото се е наричало Блъсничево. В 1884 година е завършена църквата „Св. св. Кирил и Методий“. Зографията в нея е била дело на дебърския майстор Велко Илиев. Църквата е разрушена от комунистическия режим.
В центъра на селото има паметник на Сергей Румянцев, а от средата на 2003 г. и нов параклис с камбана. Параклисът е посветен на св. Димитър Солунски.
Към 1893 година в селото са живели 55 помаци, а според данни от 1881 година броят им достига 797.

## Население
Численост и дял на етническите групи според преброяването на населението през 2011 г.:
|                     | Численост | Дял (в %) |
| Общо                | 672       | 100,00    |
| Българи             | 535       | 79,61     |
| Турци               | 18        | 2,67      |
| Цигани              | 5         | 0,74      |
| Други               | 5         | 0,74      |
| Не се самоопределят | 21        | 3,12      |
| Неотговорили        | 88        | 13,09     |

## Културни и природни забележителности
Село Румянцево е известно с риболовния спорт по река Златна Панега, която извира от село Златна Панега.
В селото също има и музей на Сергей Румянцев и къща архитектурен паметник.
- Златна Панега край с. Румянцево
- Къща в Румянцево. Поминък на местните е да продават декоративни камъни за алпинеуми от близкия карстов район
- Влизане и начало на главната улица в Румянцево